# Glass Heart Princess
『Glass Heart Princess』（グラスハートプリンセス）は、オトメイトから2012年12月20日に発売されたPlayStation Portable用恋愛アドベンチャーゲーム。ファンディスク『Glass Heart Princess:PLATINUM』（グラスハートプリンセス プラチナム）が2013年11月7日発売。

## 解説
心臓の奇病を患ったヒロインが、その治療法として男性たちとデートを繰り返して自らの心臓を鍛える乙女ゲーム。多様なシチュエーションでデートイベントを楽しみたいというユーザーの意見から、個別ルートを除くシナリオの大半がデートイベントで占められている。
2013年11月7日に発売されたファンディスク『Glass Heart Princess:PLATINUM』では、後日談のほか、リゾート地でのひと時を描いた『南国リゾート編』や、男性キャラクターとのデートストーリー、電撃Girl's Styleに掲載されていた男性キャラクター視点のサイドストーリーのフルボイス版などが収録されている。

## ストーリー
主人公・姫乃京子は、心拍数が一定数を超えると死ぬ奇病"硝子の心症候群（グラスハート・シンドローム）"を患ってしまった。心拍数が一定数を超えるということは、ドキドキするということと同じ意味だった。京子は、あえて心をときめかせることで、心臓を鍛えようという考えにたどり着き、恋をすることにした。

## システム
FLFエフェクト
真之介以外のキャラクターのCGが初めて現れた時、画面上にキューピッドとハートが現れる。アナログスティックでキューピッドを操作して矢を放たたせ、うまくハートに刺さると、そのキャラクターの攻略ルートに進む。
グラスハートエフェクト
画面上に心拍数（ハートビートメーター）が表示され、感情によって心拍数は左右する。限界心拍数を超えるとゲームオーバー。なお、即死するイベントもある。
デートイベント
その週の初めに発生するデートイベントを選択することで毎週日曜日にデートを行うことが可能。
デートには2・3の選択肢が存在し、選択の方法によって評価や獲得できる経験値が左右される。
訓練パート
週3回行われる心を鍛えるパートで、"トレーニング系"と、"講座系"と""休息系"の3つで構成されている。複数回行われることで、内容が強化していく訓練もある。
トレーニング系
体力鍛錬を行う。
講座系
漫画などを通じて恋愛の知識を得る。恋愛の知識を得ることで、ときめきイベントへの耐性が上がる。
休息系
一時的に心拍数を下げる訓練。

## 登場人物

### メインキャラクター
姫乃京子（ひめの きょうこ）※変更可
声 - なし
主人公。
柾木真之介（まさき しんのすけ）
声 - KENN
京子の執事。ヘタレだが有能。
烏丸幸斗（からすま ゆきと）
声 - 鈴木達央
京子の学園に昨年転校してきた少年。周りの感覚についていけず、不良じみた行動をとるが、女子生徒たちからの人気は高い。
朝比奈天馬（あさひな てんま）
声 - 羽多野渉
京子の学園で保健医・食堂の料理人・用務員をこなす男性。明るい色の髪をしているが、前髪の一部が黒い。
星野彼方（ほしの かなた）
声 - 宮田幸季
京子が伝説の樹の前で出会った少年。年齢不詳かつ変わった性格で、肩にエイリアンのぬいぐるみをつけている。正体は地球外から来訪した少年型アンドロイド。

### サブキャラクター
道明寺凱（どうみょうじ がい）
声 - 松岡禎丞
京子の婚約者である10歳の少年。長い前髪で目が隠れている。
ファンディスクでは成長した姿がみられる。
姫乃門治（ひめの もんじ）
声 - 稲葉実
京子の父。
千賀皐月（ちが さつき）
声 - 本多真梨子
京子のメイド。オタクで、漫画や映画を京子に勧める形で彼女の恋愛を応援している。
訓練パートの"講座系"では講師役を務める。
黒江兼定（くろえ かねさだ）
声 - 滝知史

ジーノ
声 - 増元拓也

愛佳（まなか）
声 - 種田梨沙
京子の後輩。
美羽（みう）
声 - 大西沙織
京子の後輩。
早希（さき）
声 - 持月玲依
京子の後輩。
鷲崎 篝（わしざき かがり）
声-岸尾だいすけ
幸斗の大叔父の孫。明るく礼儀正しいが極度のナルシスト。
星野此方（ほしの こなた）
声 - 名塚佳織
彼方の肩についていたエイリアンのぬいぐるみ。ぬいぐるみの正体は彼方のオペレーション装置だが、此方本人は母星にいる。彼方とは対照的にまともな性格。

## 主題歌
（全作詞 - 磯谷佳江 / 全作曲・編曲 - 小野貴光）

### Glass Heart Princess
オープニングテーマ「Steel Your Heart」
歌 - Glass Heart Prince［柾木真之介（KENN）、烏丸幸斗（鈴木達央）、朝比奈天馬（羽多野渉）、星野彼方（宮田幸季）］
エンディングテーマ「恋色ミラクル」
歌 - Glass Heart Prince［柾木真之介（KENN）、烏丸幸斗（鈴木達央）、朝比奈天馬（羽多野渉）、星野彼方（宮田幸季）］

### Glass Heart Princess:PLATINUM
オープニングテーマ「Dream Days!」
歌 - 柾木真之介（KENN）、道明寺凱（松岡禎丞）
エンディングテーマ「恋色フォーエバー」
歌 - 柾木真之介（KENN）、道明寺凱（松岡禎丞）

## 関連商品

### CD
- Glass Heart Princess サウンドトラック Plus（2013年1月23日発売、KDSD-00607）
- Glass Heart Princess:PLATINUM ドラマCD〜時をかけて来た少女〜（2013年11月27日発売、KDSD-00671）

### 書籍
- Glass Heart Princess Official Fan Book（2013年3月15日発売、ISBN 978-4048912266）

### モバイル
- ソーシャルゲームセフィロト〜時の世界樹〜に本作品のキャラクターカードが参戦している。